# 먼 곳으로부터
먼 곳으로부터(Desde alla, From Afar)는 멕시코에서 제작된 로렌조 비가스 감독의 2015년 드라마 영화이다. 알프레도 카스트로 등이 주연으로 출연하였다.

## 출연

### 주연
- 알프레도 카스트로
- 루이 실바

### 조연
- 헤리코 몬티야
- 카테리나 카르도소